# Xianbei

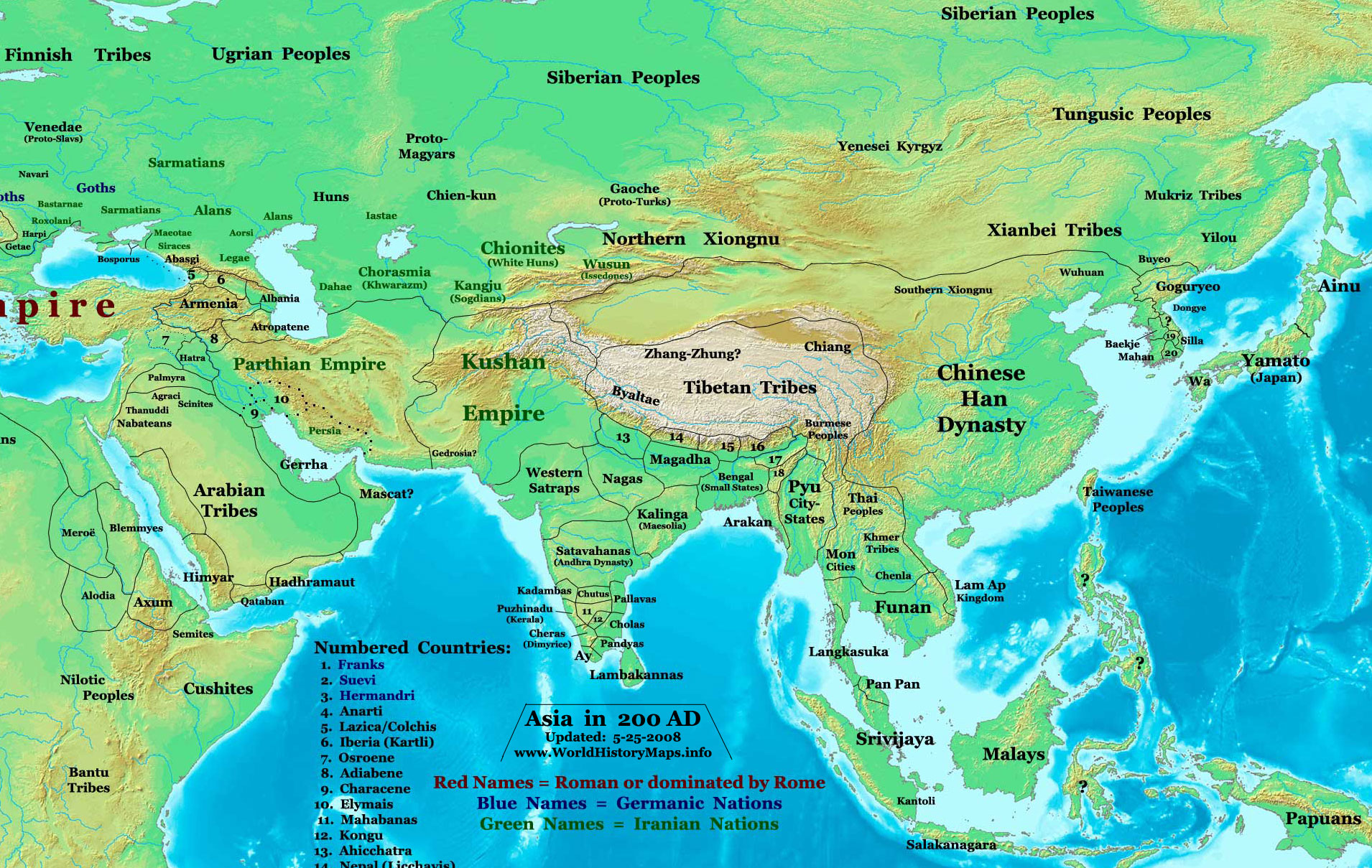
Mapa Azji ok. roku 200 z zaznaczonym obszarem występowania plemion Xianbei (Xianbei tribes) na terenie dzisiejszej Mandżurii

Xianbei (chiń. upr. 鲜卑; chiń. trad. 鮮卑; pinyin Xiānbēi; Wade-Giles Hsien-pei) – azjatycki lud koczowniczy, od III w. p.n.e. zajmujący terytoria na północny zachód od Chin, który w IV wieku założył szereg państw na terenie północnych Chin, w tym cesarstwo Północnej dynastii Wei (386–535).

## Wczesna historia Xianbei
Według źródeł chińskich Xianbei wywodzili się z leśnych i górzystych terenów położonych w pobliżu basenu rzeki Amur. Od późnego Okresu Walczących Królestw (480 p.n.e. – 221 p.n.e.) plemiona Xianbei i Wuhuan znane były pod kolektywnym mianem Dong Hu (東胡, Wschodni Barbarzyńcy). Była to prawdopodobnie nazwa konfederacji plemion, w której skład wchodziły także inne ludy, a szczyt potęgi osiągnęła ona pod koniec III wieku p.n.e. Dong Hu zostali jednak rozbici przez shanyu Xiongnu Maoduna (209 – 174 p.n.e.). Od tej pory Xianbei i Wuhuan, chociaż dzieliły wspólny język i obyczaje, zaczęły stanowić dwa wyraźnie odrębne ludy. Prawdopodobnie tak samo jak Wuhuan Xianbei musieli płacić Xiongnu trybut. W wyniku ataku Xiongnu Xianbei przesunęli się ze swoich siedzib, prawdopodobnie znajdujących się we wschodniej Mongolii Wewnętrznej, w kierunku Mandżurii. Przez cały okres Zachodniej dynastii Han (202 p.n.e. – 9 n.e.) od Chin separowała ich obecność Wuhuan. Stąd byli oni ostatnim z północnych ludów koczowniczych, który nawiązał kontakt z Chinami. Na początku panowania Wschodniej dynastii Han (23 – 220 n.e.) często dołączali oni do rajdów jakie urządzali na Chiny Xiongnu i Wuhuan. W roku 49 jeden z naczelników Xianbei, niejaki Pian He, uznał formalnie zwierzchność Chin i zgodził się walczyć z Xiongnu i Wuhuan w zamian za „podarki” dwukrotnie przewyższające składany przez niego „trybut”. Po tym, jak w roku 58 pokonał on zbuntowanego przeciwko Hanom naczelnika Wuhuan, ogromnym kosztem system trybutarny został rozciągnięty na wszystkich Xianbei.

## Wzrost znaczenia Xianbei w późnym okresie Han
W roku 87 Xianbei zadali straszliwą klęskę Północnym Xiongnu, zabijając ich shanyu. Wykorzystując sytuację, armia złożona z Chińczyków i Południowych Xiongnu dokonała inwazji na północ, sprawiając, że w roku 91 shanyu Północnych Xiongnu wraz z resztą swojego ludu udał się w kierunku doliny Ili. Jednak Południowi Xiongnu nie mogli wrócić na step, ponieważ zajmowali go Xianbei. Nie tylko zajęli oni opuszczone przez Północnych Xiongnu terytorium dzisiejszej Mongolii, ale także zaabsorbowali pozostałą na nim resztę ich populacji, mającą liczyć 100 tys. rodzin. Teraz to oni swoimi rajdami zaczęli stanowić główne zagrożenie dla cesarstwa Hanów, przy czym ich naczelnicy przyjmowali trybutarną zależność tylko tymczasowo, wkrótce się buntując. Szczyt potęgi Xianbei osiągnęli kiedy zostali zjednoczeni przez Tanshihuai (ok. 156 – ok. 180). Odmówił on uznania trybutarnej zależności, mimo że cesarz Huan (146 – 168) zaproponował mu tytuł króla (Wang), i ponawiał coroczne najazdy na cesarstwo. W roku 177 zadał on klęskę największej armii jaką Chińczycy wysłali na północ od roku 89. W rezultacie udało mu się stworzyć imperium rozciągające się od Chin na południu do ziem zależnych od niego Dingling w południowej Syberii na północy oraz od Mandżurii na wschodzie do doliny Ili zamieszkiwanej przez uznających jego zwierzchność Wusunów. Po śmierci Tanshihuai federacja Xianbei rozpadła się jednak. Pół wieku później Xianbei próbował zjednoczyć kolejny wódz, Kebineng (zm. 235), jednak osiągnął on sukces ograniczony i efemeryczny.

## Xianbei w Chinach
Mimo to w Epoce Trzech Królestw (220 – 265) Xianbei nadal atakowali północne Chiny, a ich grupy osiedliły się w dolinie rzeki Sanggan w prowincji Shanxi i w rejonie dzisiejszego Hohhot. W latach 60 i 70 trzeciego wieku ich kolejne, wspólne z miejscowymi Xiongnu  rebelie sprawiały kłopot nowej dynastii Jin (265 – 420). W roku 294 wybuchł wielki bunt, który oprócz Xianbei i Xiongnu objął także Qiang i Di i został stłumiony dopiero w roku 299. Xianbei wzięli także udział w wojnach domowych, które toczyły się pod koniec panowania Północnej dynastii Jin (265 – 316), w roku 306 razem z Wuhuan plądrując Chang’an. Znacznie ważniejsze dla ich przyszłości wydarzenia miały jednak miejsce w Mandżurii, gdzie posiadający chińskie wykształcenie Murong Hui (283 – 333) stworzył państwo opierające się na wielkiej liczbie chińskich doradców i urzędników. W roku 294 ustanowił on stolicę w Mandżurii i popierał rozwój rolnictwa, w którym dominującą rolę odgrywali Chińczycy znajdujący w jego państwie ucieczkę przed wojnami toczącymi północne Chiny. W skład swojej armii włączył on piechotę i machiny oblężnicze, a jego wzrastająca militarna siła przyciągnęła do niego inne grupy Xianbei. Spośród nich Murong Hui musiał walczyć z Yuwen, a oprócz tego także z koreańskim królestwem Fuyu. Jego syn, Murong Huang (337 – 348), w roku 337 ogłosił się królem, zapoczątkowując tym samym tzw. Wcześniejsze Yan (337 – 370), z ośrodkiem w dzisiejszym Hebei i Henanie. W Epoce Szesnastu Królestw Murong utworzyli na terenie północnych Chin jeszcze państwa Późniejsze Yan (384 – 409) z ośrodkiem w Hebei, Zachodnie Yan (384 – 396) z ośrodkiem w Shanxi i Południowe Yan (398 – 410) z ośrodkiem w Szantungu. Ponadto inna grupa Xianbei utworzyła Zachodnie Qin (385 – 431) z ośrodkiem w Gansu. Największy sukces odniósł jednak wchodzący w skład Xianbei lud Tuoba, z którego wywodziła się Północna dynastia Wei (386 – 535). W roku 439 zjednoczyła ona północne Chiny, kończąc tym samym Epokę Szesnastu Królestw, i panowała w nich aż do roku 535. Najdłużej trwającym założonym przez Xianbei państwem było Tuyuhun (312 – 663), istniejące w rejonie jeziora Kuku-nor, które zostało założone przez członka rodu Murong. Dopiero król Tybetu Songcen Gampo (609/614 – 649) podporządkował sobie to państwo, które ostatecznie zostało włączone do Tybetu w roku 663. W Chinach Xianbei ulegli całkowitej sinizacji i przestali istnieć jako odrębny naród. Część z nich weszła wraz z innymi ludami w skład konfederacji Rouran.